# Cherry Vann
Pour les articles homonymes, voir Vann.
Cherry Elizabeth Vann (née le 29 octobre 1958) est une évêque anglicane britannique, Archevêque du pays de Galles et évêque de Monmouth au sein de l'Église au pays de Galles. Elle est auparavant archidiacre de Rochdale de 2008 à 2020, après avoir exercé l'intégralité de son ministère ordonné au sein de l'Église d'Angleterre dans le diocèse de Manchester.

## Jeunesse et éducation
Vann est née le 29 octobre 1958 à Whetstone, Leicestershire, Angleterre. Elle étudie le piano et le violon au Royal College of Music, devenant Associate of the Royal College of Music (ARCM) en 1978 et Graduate of the Royal Schools of Music (GRSM) en 1980.
En 1986, elle entre à Westcott House, Cambridge, un collège théologique anglican où elle étudie la théologie et suit une formation en préparation à l'ordination pendant trois ans.

## Ministère ordonné
Vann est ordonnée dans l'Église d'Angleterre et devient diacre à Petertide 1989 (2 juillet) ordonnée par Christopher Mayfield, évêque de Manchester, à la cathédrale de Manchester. Elle sert comme diacre de paroisse à l'église St Michael, Flixton de 1989 à 1992 et à l'église St Peter, Bolton de 1992 à 1994. Elle est ordonnée prêtre anglicane le 23 avril 1994, par David Bonser, évêque de Bolton, dans sa propre église paroissiale de Bolton. C'est la première année où des femmes sont ordonnées prêtres dans l'Église d'Angleterre. De 1994 à 1998, elle est vicaire adjointe à l'église Saint-Pierre de Bolton. De plus, elle est aumônière à l'Institut d'enseignement supérieur de Bolton entre 1992 et 1998.
De 1998 à 2004, Vann est vicaire d'équipe du ministère d'équipe d'East Farnworth et Kearsley. Elle est également aumônière pour les personnes sourdes entre 1998 et 2004. Elle est ensuite titulaire du ministère d'équipe, servant comme recteur d'équipe de 2004 à 2008. Elle sert également comme doyenne de zone de Farnworth entre 2005 et 2008. En 2007, elle est nommée chanoine honoraire de la cathédrale de Manchester.
En mai 2008, Venn est nommée archidiacre de Rochdale. En septembre 2008, elle prend ses fonctions, après avoir été installée comme archidiacre de Rochdale lors d'un service à la cathédrale de Manchester,. Elle est la première femme à devenir prêtre principal (archidiacre ou doyen) dans le diocèse de Manchester.
En février 2013, Vann est élue Prolocutrice de la Chambre basse du synode national des évêques de l’Église d'Angleterre. À ce titre, elle est également membre d'office du Conseil des archevêques. En janvier 2016, elle est réélue, sans opposition,.

## Ministère épiscopal
Le 19 septembre 2019, Vann est élue évêque de Monmouth dans l'Église du Pays de Galles. Elle reste évêque élue jusqu'à ce que son élection comme évêque diocésain soit confirmée par le banc des évêques lors d'un synode le 5 janvier 2020 (par lequel elle prend légalement possession du siège) ; elle est ensuite consacrée évêque à la cathédrale de Brecon le 25 janvier et intronisée comme 11e évêque de Monmouth à la cathédrale de Newport le 1er février 2020,. Vann est la troisième femme à devenir évêque dans l'Église du Pays de Galles, après Joanna Penberthy (en) et June Osborne (en) qui ont été consacrées en 2017.
Depuis 2021, Vann est mécène de l'Open Table Network, une communauté chrétienne œcuménique pour les personnes LGBT et leurs proches.
Le 30 juillet 2025, Cherry Vann est élue archevêque du pays de Galles, à la suite d'un vote du Collège électoral de Chepstow. Elle est la première femme à être élue archevêque au Royaume-Uni et la première évêque ouvertement lesbienne à servir comme primat au sein de la Communion anglicane,.

## Vie privée
Vann vit avec sa partenaire civile, Wendy Diamond. L'Église du pays de Galles autorise le clergé à être en partenariat civil avec des personnes de même sexe.